# Lac de Panthier
Le lac de Panthier (ou réservoir de Panthier) est un lac de 130 ha en Côte d'Or (Bourgogne, région administrative Bourgogne-Franche-Comté) situé sur les communes de Vandenesse-en-Auxois, Créancey et Commarin.
C'est le plus grand lac de la Côte-d'Or et l'un des cinq réservoirs créés pour permettre d'alimenter le canal de Bourgogne.
C'est aussi une réserve ornithologique et il est recensé à l'inventaire général du patrimoine culturel.

## Situation
Dans le quart sud-ouest de la Côte-d'Or, le lac de Panthier se trouve au point de rencontre des trois communes de Vandenesse-en-Auxois, Créancey et Commarin.
La berge sud se situe sur la commune de Vandenesse-en-Auxois, avec le hameau des Bordes sur l'ouest, et pratiquement toute l'eau libre du lac. À l'ouest, la berge est sur Créancey, avec roselières et bouquets d'arbres. Un peu en retrait de la rive se trouvent deux petits monts entièrement recouverts de bois : le Petit Montot (butte de gauche, ~420 m d'altitude), sur Créancey, et le Grand Montot (446 m d'altitude), sur Semarey – commune non limitrophe du lac ni de Vandenesse. Les berges nord et est sont sur Commarin.

## Présentation
Réserve d'eau essentielle au bon fonctionnement du canal de Bourgogne, le lac de Panthier a été réalisé en 1830 par l'ingénieur des Ponts et Chaussées Jean Bonnetat, au cours de la période de construction du canal. Les travaux ont été exécutés par Claude Leblanc, entrepreneur à Arnay-le-Duc. Il a été mis en eau en 1836. Il a été agrandi en 1866 par l'ingénieur des Ponts et Chaussées Henry Bazin. Sa digue en terre fait plus de 1,1 km de longueur, donnant au lac une hauteur de retenue de 14 m qui peut stocker 8 050 000 m3.
Il n'y a pas d'île sur le lac. La berge ouest et nord-ouest, où le lac vient se terminer en pente douce, a vu des arbres se développer "les pieds dans l'eau" au bord du lac en raison de la baisse de niveau importante au cours de l'été. Des roselières s'y sont aussi établies. 
Il est recensé à l'inventaire général du patrimoine culturel depuis le 9 mars 2016, ainsi que son barrage (construit par le même ingénieur Jean Bonnetat).
La maison de garde du réservoir, construite dans les années 1860 en même temps que l'agrandissement du lac, est aussi recensée depuis le 9 mars 2016.

### Alimentation
Il est alimenté par la rigole d'alimentation dite « rigole de remplissage du réservoir de Panthier », construite en 1910 sur les plans du conducteur ordinaire Vérot (projet présenté le 14 octobre 1909). Cette rigole ramène au Panthier les eaux excédentaires du bief de partage du canal, qui se trouve au tunnel-canal de Créancey à Pouilly ; elle commence en rive gauche du bassin de Créancey. Une partie du cours de la rigole est souterraine. Elle est recensée à l'inventaire général du patrimoine culturel depuis le 9 mars 2016.
Le ruisseau de Panthier (2,2 km de long) contribue également à son alimentation. Il arrive dans le lac côté ouest.

### Déversement
Le déversement se fait par la « rigole d'alimentation des Bordes », elle aussi de la 1re moitié XIXe (il s'agit bien sûr de l'alimentation du canal). Cette rigole vient dans la prolongation du ruisseau de Commarin, jusqu'à la halte fluviale de Vandenesse. Elle a été recensée en 2016.

## Environnement
Les étiages de fin d'été permettent l'installation d'un pourtour végétal d'intérêt régional. S'y trouvent la potentille couchée (Potentilla supina), inscrite sur la liste rouge des plantes menacées de France et très rare en Bourgogne ; la cotonnière blanc-jaunâtre (Pseudognaphalium luteoalbum) et la germandrée des marais (Teucrium scordium), plantes amphibies très rares en Bourgogne ; le crypside faux vulpin (Crypsis alopecuroides), espèce protégée ; et le bident radié (Bidens radiata). De petites roselières sur la berge nord-ouest du lac abritent le jonc fleuri (Butomus umbellatus), espèce protégée qui se trouve parfois aussi dans les fossés externes au lac.

Le lac est une zone de reproduction pour le héron garde-bœuf (Bubulcus ibis), nicheur occasionnel dans le département. Il sert aussi de zone d'hivernage et de halte migratoire pour la rémiz penduline (Remiz pendulinus), le combattant varié (Philomachus pugnax), le chevalier arlequin (Tringa erythropus), le chevalier sylvain (Tringa glareola), le chevalier gambette (Tringa totanus), le canard pilet (Anas acuta) et la sarcelle d'hiver (Anas crecca). Les oiseaux les plus fréquents sont la foulque, le canard colvert et le fuligule milouin ; la plus grosse fréquentation aviaire est en automne et hiver.
Une partie du lac est une réserve pour l'alevinage et la nidification. Des tirs de régulation de la population de cormorans, espèce protégée, sont autorisés selon des quotas définis annuellement par arrêté préfectoral, notamment en 2012 à la suite d'une forte mortalité de poissons (800 kg). Des opérations d'effarouchement sont également menées, uniquement par le garde fédéral, l’ONEMA et l’ONCFS.

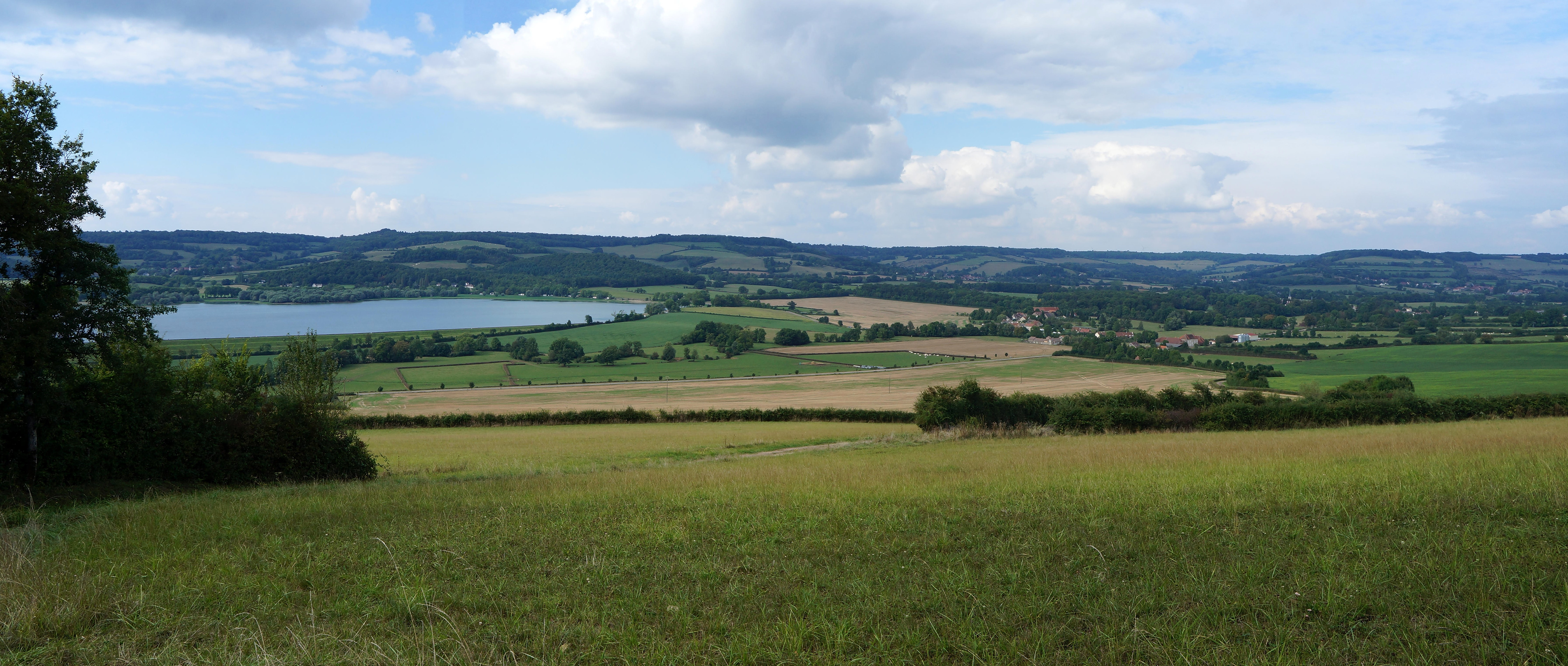
Vue nord-ouest depuis la butte de Châteauneuf sur le réservoir de Panthier : Sur la gauche de la photo, le territoire de Vandenesse incluant la majeure partie du lac. Moitié droite de la rive proche : territoire de Commarin.

Le lac est en bordure sud de la ZNIEFF continentale de type 1 du « réservoir du Panthier et bocage environnant », qui couvre 2 133,27 hectares sur les sept communes de Châteauneuf, Commarin, Créancey, Échannay, Montoillot, Semarey et Vandenesse-en-Auxois et s'étage de 348 à 541 m d'altitude.

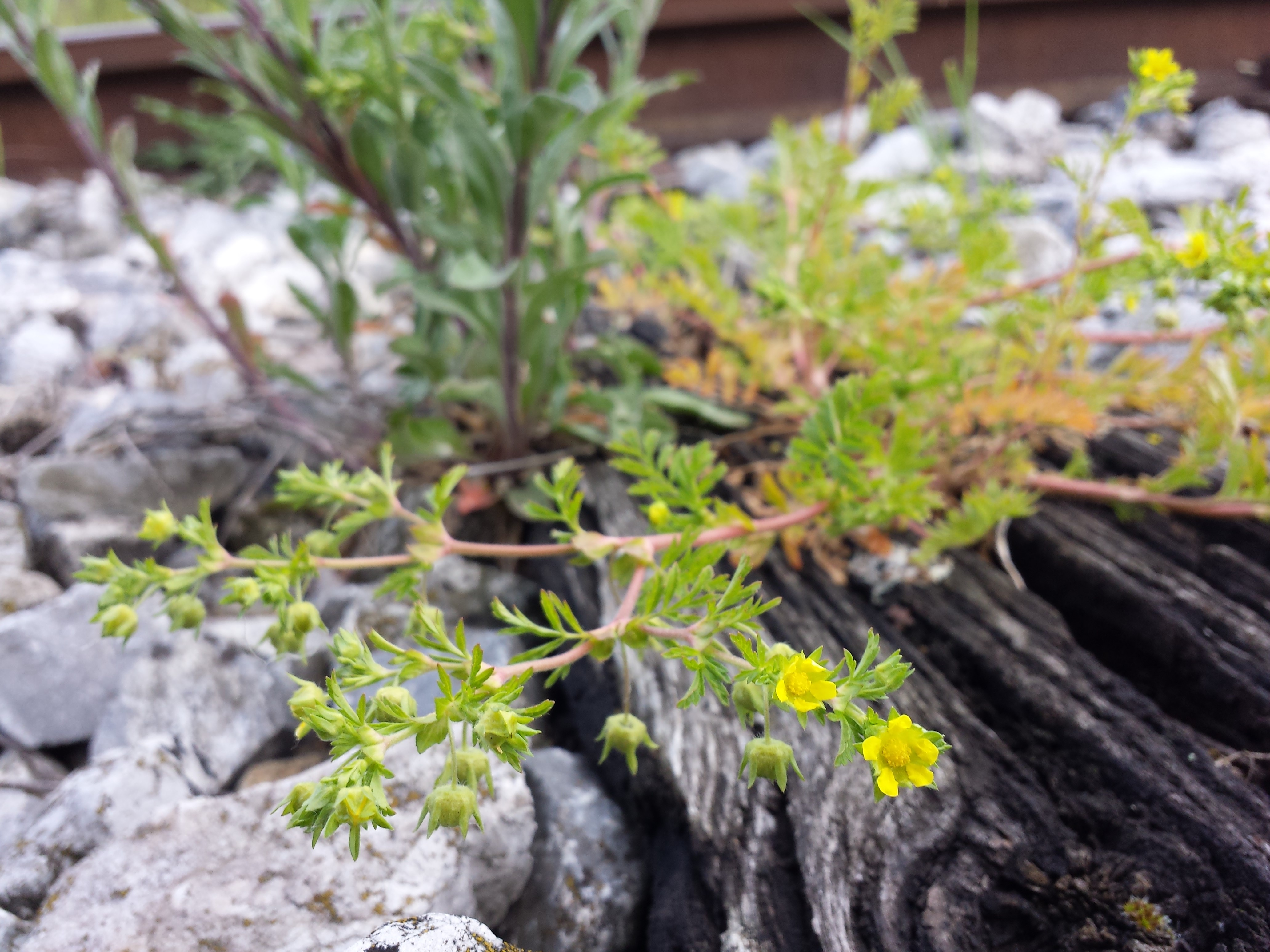
Potentille couchée (Potentilla supina)
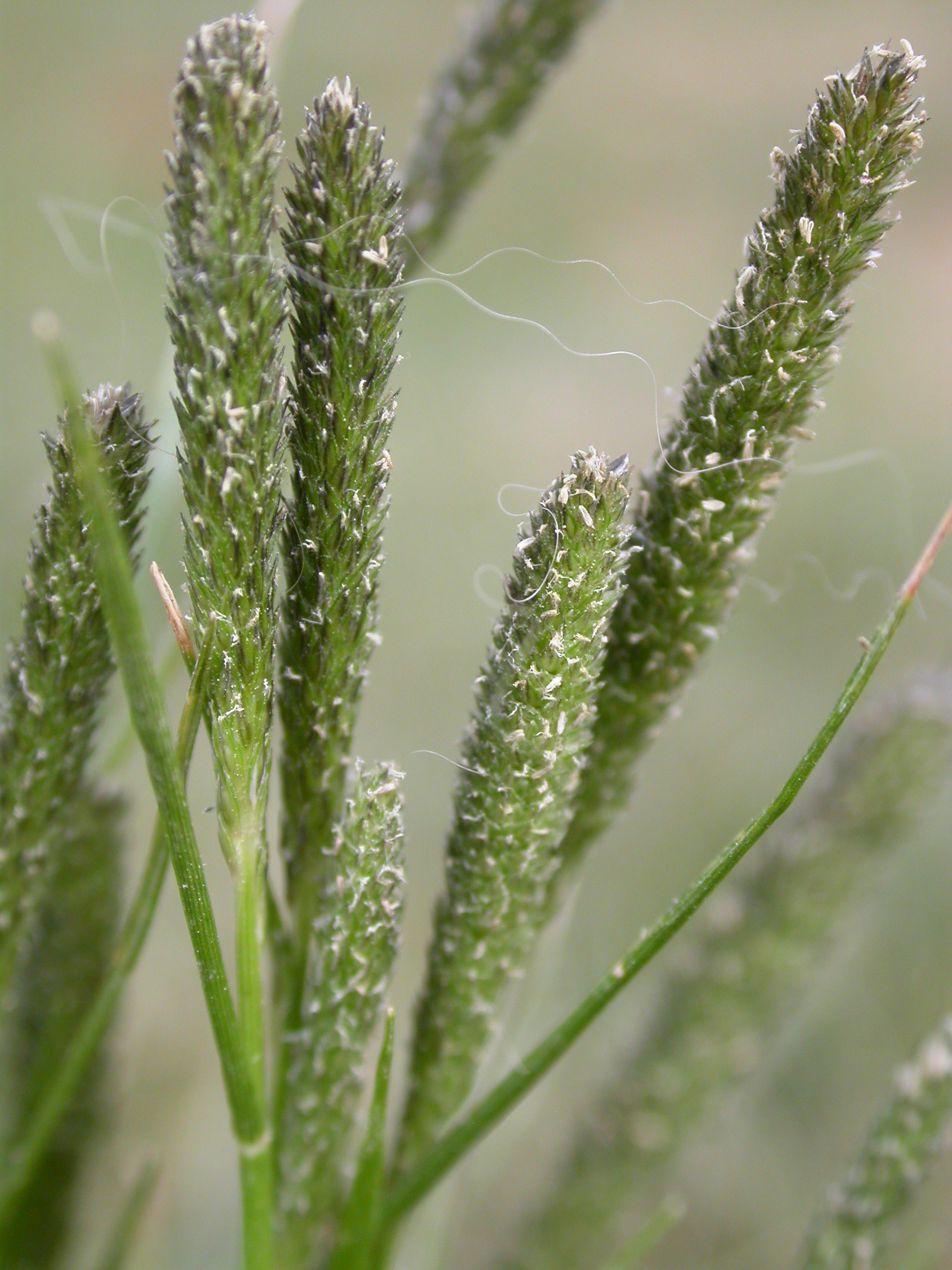
Crypside faux vulpin (Crypsis alopecuroides)
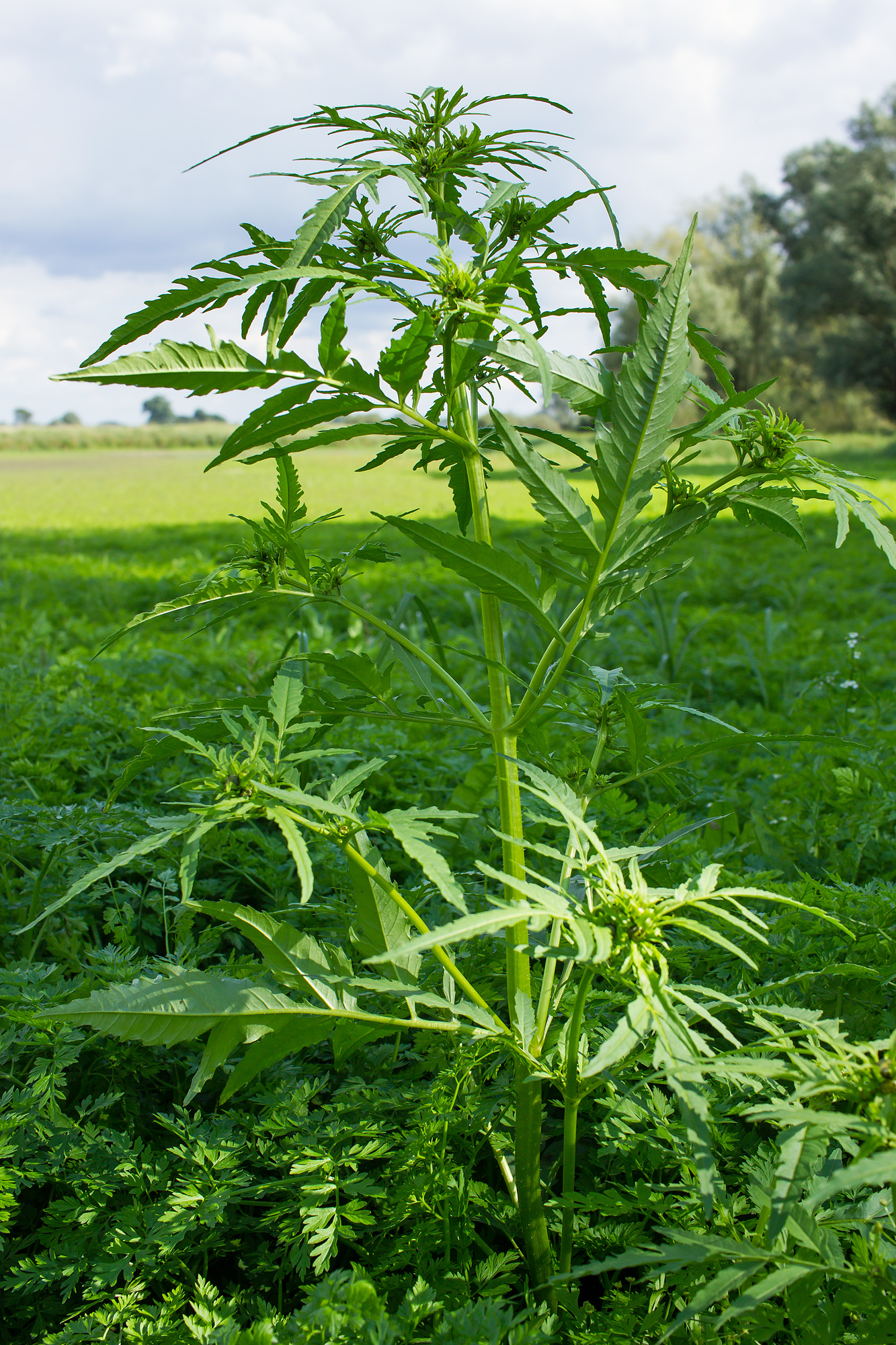
Bident radié (Bidens radiata)
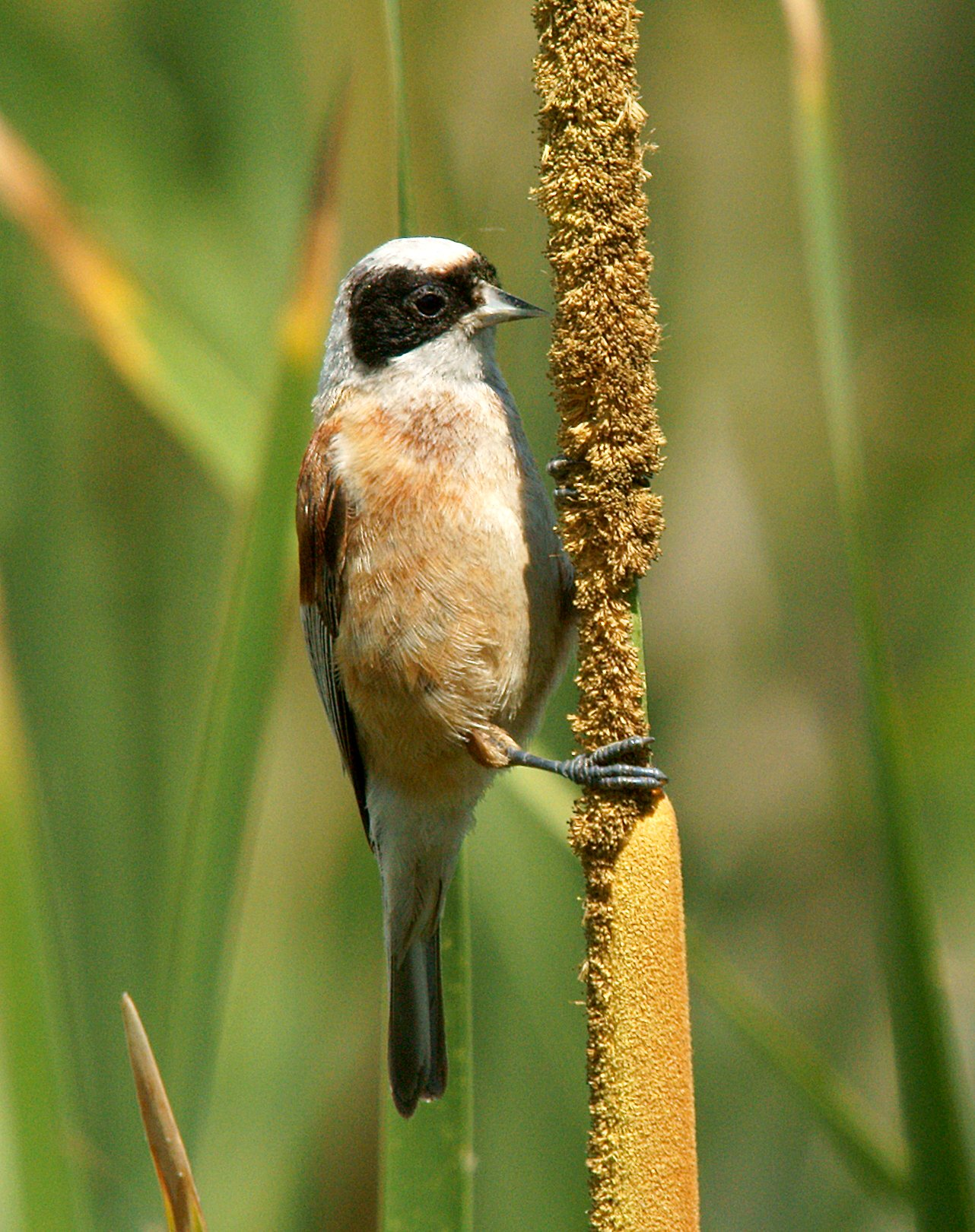
Rémiz penduline (Remiz pendulinus)
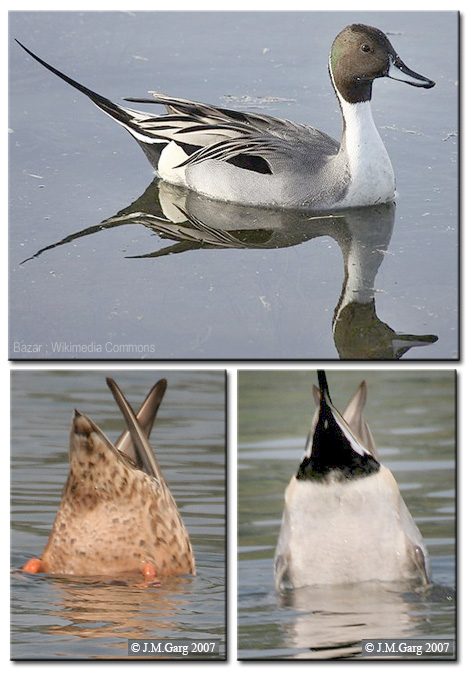
Canard pilet (Anas acuta)
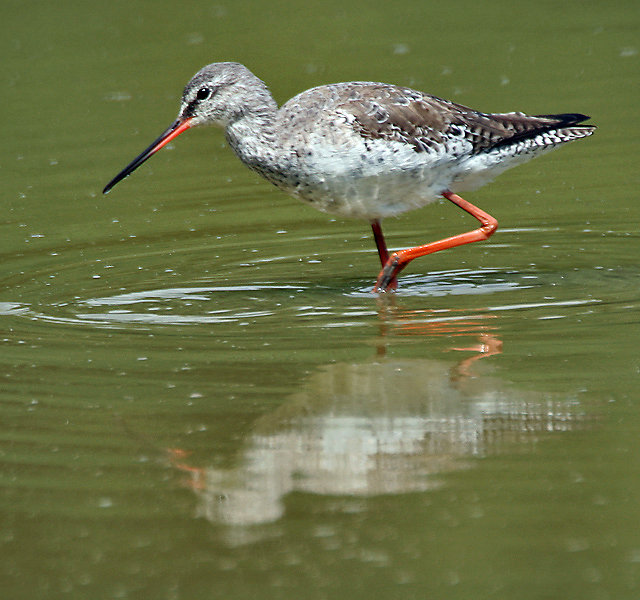
Chevalier arlequin (Tringa erythropus)

Le réservoir est également inclus dans la vaste ZNIEFF continentale de type 2 de l'« Auxois »13, qui inclut 22 ZNIEFF plus petites et 14 sites classés ou inscrits au titre de la loi sur les paysages de 1930. Les 72 708,12 hectares de la ZNIEFF sur 78 communes forment un ensemble d'environ 60 km nord-sud sur 27 km est-ouest, géographiquement centré sur Uncey-le-Franc, le tout s'étageant de 241 à 598 m d'altitude. Son couvert végétal est fait de prairies bocagères avec cours d'eau et plans d'eau en fond de vallées, de bois sur les plateaux et les coteaux, et essentiellement sur les plateaux, de quelques cultures.

La dominante géologique de cette ZNIEFF comprend les plateaux et leurs bords en calcaires durs du Jurassique moyen, et les coteaux et fonds de vallées faits d'argiles et marnes du Lias (Jurassique inférieur). Elle inclut les réservoirs de Grosbois, Panthier et Cercey, dont les niveaux variables créent des zones humides sur leurs pourtours. Les rivières ont creusé dans les plateaux des vallées souvent profondes et aux flancs escarpés, qui accroissent encore la variété des habitats. Ses couverts boisés sont diversifiés, entre hêtraies et forêts mixtes, d'intérêt européen, dans les ravins ; et des chênaies-charmaies dont certaines sont d'intérêt régional. De nombreuses espèces animales et végétales rares et en danger de disparition y ont  trouvé refuge, entre autres la lamproie de Planer (Lampetra planeri), espèce  d'intérêt européen indicatrice d'une bonne qualité de l'eau, protégée selon l'annexe II de la directive habitats, l'annexe III de la convention de Berne et protégée sur l'ensemble du territoire français national. 

## Tourisme
La balade autour du lac est possible et représente 4,6 km. Côté sud se trouve un camping 4 étoiles, avec des piscines extérieures et une intérieure, et un bar-restaurant. Juste à côté se trouvent un club de voile avec locations (planche à voile, catamaran, optimist, dériveur léger, etc.) et une plage de sable surveillée en été.
Des points d'observation des oiseaux sont disposés autour du lac et sont accessibles aux personnes handicapées.
La pêche est autorisée moyennant l'achat de cartes de pêche, qui sont en vente notamment au camping du lac. Le lac appartient au domaine public et est soumis à la réglementation de la 2e catégorie piscicole. Il a accueilli régulièrement une manche du concours « Défi Prédators Grand Est » (2009, 2012, 2014, 2015, 2016, 2017?), remplacé en 2017 et 2018 par le « Défi Carna Est » géré par l’association du même nom. Le règlement autorisant la pêche de brochets à  partir de 50 cm est cependant controversé : à cette taille un brochet ne s'est pas encore reproduit de façon notable.